# Jag är frälst, min Herre frälst mig
Jag är frälst, min Herre frälst mig är en psalm med text från 1885 av Sara Louisa Oberholtzer och musik från 1885 av John R. Sweney. Texten översattes till svenska 1890 av John Ongman och bearbetades 1987 av Christer Hultgren.

## Publikation
- Segertoner 1988 som nr 569 under rubriken "Att leva av tro - Glädje - tacksamhet".[1]

### Fotnoter
1. 1 2  Heinerborg, Karl-Erik; Lennart Jernestrand (1988). Segertoner melodisångbok. Stockholm: Förlaget Filadelfia. Libris 911558